# Provisorische Regierung (Schleswig-Holstein)

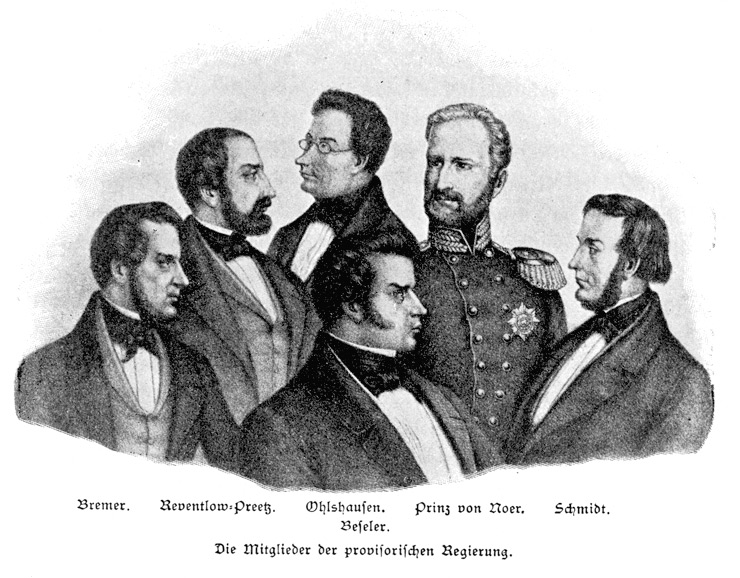
Provisorische Regierung von Schleswig-Holstein

Die Provisorische Regierung von Schleswig-Holstein war vom 24. März 1848 bis zum 22. Oktober 1848 während der Schleswig-Holsteinischen Erhebung die Exekutive in Schleswig-Holstein. Sie hatte sich revolutionär gegen den dänischen König gebildet, der gleichzeitig Herzog von Schleswig und Holstein (und im Herzogtum Lauenburg) war. Diese Kieler Revolutionsregierung wurde vom Deutschen Bund und dann dem revolutionären Deutschen Reich unterstützt. Die Truppen zur Verteidigung der Kieler Revolutionsregierung stellten deutsche Staaten wie Preußen.
Mit dem Waffenstillstand von Malmö gab Preußen den Krieg auf und einigte sich mit Dänemark auf eine Gemeinsame Regierung für die Herzogtümer. Sie nahm im Oktober 1848 ihre Arbeit auf.

## Bildung der Regierung

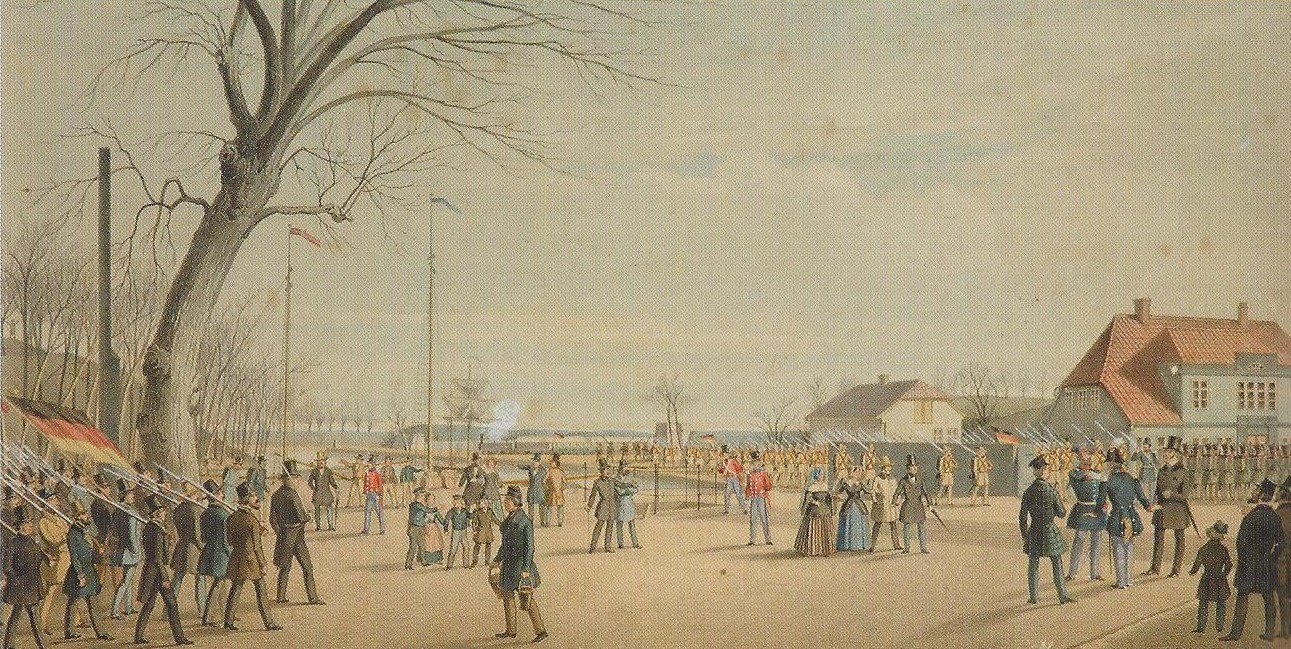
Provisorische Regierung bei der Einnahme Rendsburgs (1848)

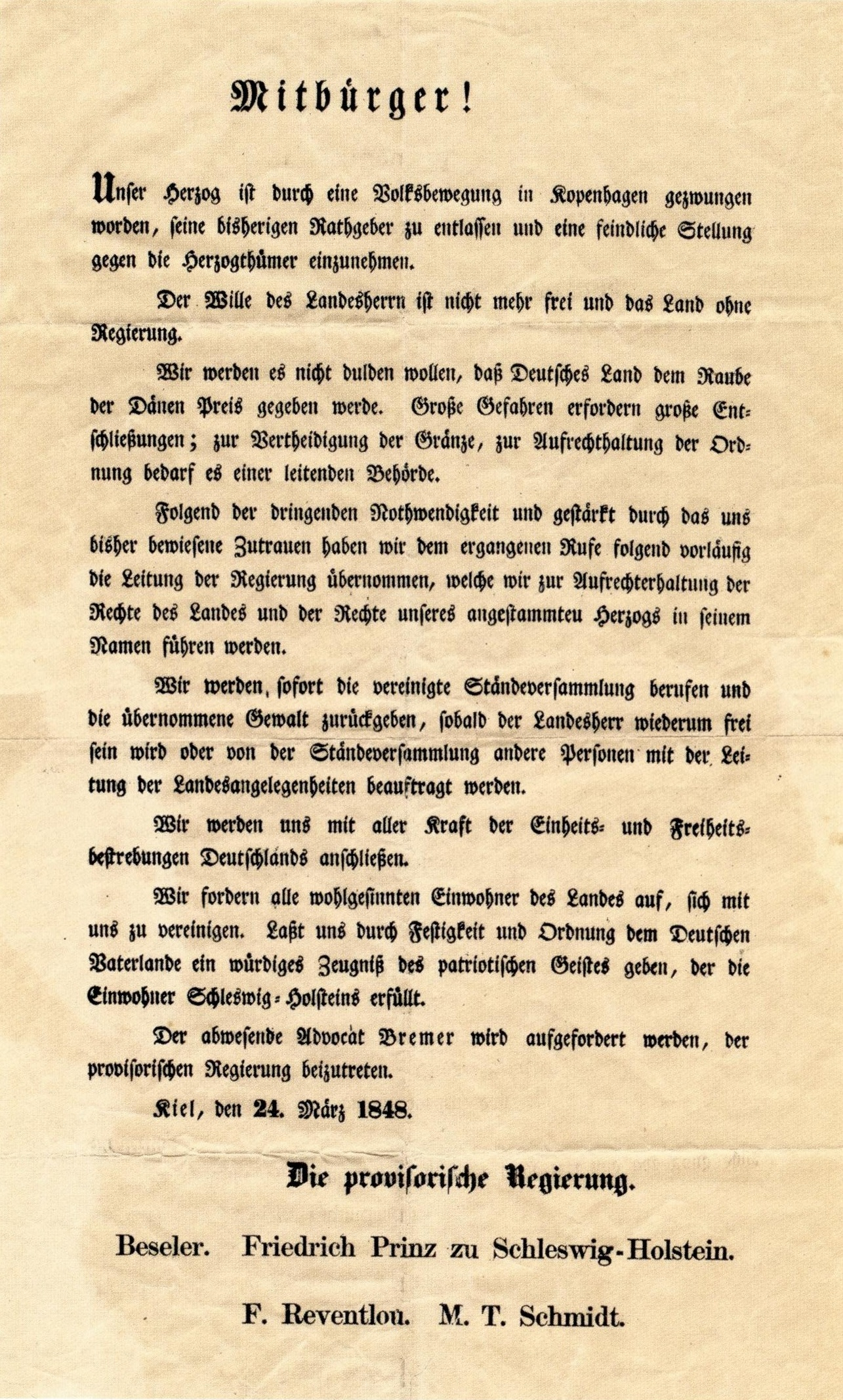
„Mitbürger!“ – Aufruf der Provisorischen Regierung vom 24. März 1848

Der Regierungsbildung war ein politisches Ringen um die Zukunft des absolutistisch regierten, multi-ethnischen Dänischen Gesamtstaates vorausgegangen. Während der dänische König Christian VIII. noch bemüht war, den Gesamtstaat zu erhalten, entwickelten sich vielerorts bereits liberale Bewegungen, die eine freie Verfassung einforderten. Auch gab es Erbansprüche von Seiten der deutschgesinnten Augustenburger Linie. Bald wurden die weiteren Entwicklungen vor allem vom deutsch-dänischen Gegensatz um das Herzogtum Schleswig bestimmt, das ein Lehen Dänemarks gewesen war, hinsichtlich Sprache und nationalem Bekenntnis aber uneinheitlich auftrat.
Der von Christian VIII. angeregte Entwurf für eine gemäßigt-liberale Verfassung für den Gesamtstaat wurde am 28. Januar 1848 von seinem Nachfolger Friedrich VII. veröffentlicht. Forderungen von Seiten der dänischen Nationalliberalen, die eine eiderdänische Politik vertraten, nach einer nationalen Verfassung nur für Dänemark und Schleswig wurde nicht nachgekommen. Dennoch befürchteten deutsche Nationalliberale in den Herzogtümern einen entsprechenden Schritt.
Am 18. März 1848 forderten schließlich die deutschen Abgeordneten der Schleswigschen und der Holsteinischen Ständeversammlung auf einer gemeinsamen Sitzung zusammen mit einer Volksversammlung in Rendsburg unter anderem die Aufnahme Schleswigs in den Deutschen Bund, Presse- und Versammlungsfreiheit und eine Volksbewaffnung. Die Forderungen stießen auf dänischer Seite auf Kritik. Der dänischgesinnte Abgeordnete der Schleswigschen Ständeversammlung Hans Andersen Krüger, der der Versammlung beiwohnte, mahnte, dass über die Hälfte der Einwohner Schleswigs dänisch sei und kaum den Anschluss an den Deutschen Bund wünsche. Am 20. März erreichten die Forderungen auch die Hauptstadt Kopenhagen, wo es am 20. März zu einer von den dänischen Nationalliberalen initiierten Volksversammlung im Kopenhagener Casino kam. Unter dem Druck der Öffentlichkeit entließ der König am 21. März die bisherige Regierung und berief am Folgetag eine von dänischen Konservativen (Gesamtstaatsbefürwortern) und dänischen Nationalliberalen (Eiderdänen) besetzte Regierung, das sogenannte Märzministerium unter Leitung von Adam Wilhelm Moltke. Die von den deutschen Abgeordneten in Rendsburg aufgestellten Forderungen wurden am 23. März 1848 von Friedrich VII. abgelehnt, was wiederum in Kiel zur Erhebung der deutschgesinnten Bevölkerung führte. Nach intensiven Diskussionen der führenden deutschen Politiker der Herzogtümer einigte man sich spät in der Nacht vom 23. auf den 24. März 1848 auf die Bildung einer Provisorischen Regierung.
In der Proklamation der Regierung bekannte man sich zum Legitimitätsprinzip, erklärte aber, dass „der Wille des Landesherrn nicht mehr frei und das Land ohne Regierung“ sei. Bis zur Wiederherstellung der freien Entscheidungsmöglichkeit des Königs übernehme die provisorische Regierung die Verantwortung. Die Formulierung des unfreien Königs (Herzogs) sollte das Vorgehen der Provisorischen Regierung legitimieren und ging auf Friedrich von Reventlou zurück. Die Provisorische Regierung ließ nach der Einnahme der Rendsburger Festung eine eigene Schleswig-Holsteinische Armee aufbauen, führte eine Reihe innerstaatlicher Reformen durch, begann eine liberale Verfassung für Schleswig-Holstein auszuarbeiten und ließ im Sommer 1848 Wahlen zu einer Schleswig-Holsteinischen Landesversammlung nach Zensuswahlrecht durchführen. Die Provisorische Regierung in Kiel war politisch von einem Dualismus von (national-)liberalen und konservativen Vertretern geprägt.
Mit dem Gesetz vom 16. Oktober 1848 betreffs der Einrichtung von Ministerien wurden fünf Departments der Regierung eingerichtet.

## Das Ende der Regierung
Der Konflikt führte zum Schleswig-Holsteinischen Krieg. Dieser wurde mit dem Vertrag von Malmö vom 26. August 1848 vorläufig beendet. Dieser sah die Auflösung der provisorischen Regierung vor. Nachdem der Vertrag am 16. September 1848 von der Frankfurter Nationalversammlung ratifiziert worden war, erklärte Wilhelm Beseler am 19. Oktober vor der Schleswig-Holsteinischen Landesversammlung den Rücktritt der Regierung zum 22. Oktober 1848. Die Regierungsgeschäfte übernahm die von Preußen und Dänemark benannte Gemeinsame Regierung.

## Regierungsmitglieder
Regierungsmitglieder waren:
| Minister                                                             | Ressort                                  | Politische Richtung    | Anmerkung |
| -------------------------------------------------------------------- | ---------------------------------------- | ---------------------- | --- |
| Wilhelm Beseler                                                      | Präsident                                | Nationalliberal        | |
| Jürgen Bremer                                                        | Justizminister                           | Nationalliberal        | |
| Friedrich von Reventlou                                              | Außenminister                            | Konservativ            | |
| Theodor Olshausen                                                    |                                          | Radikaler Liberalismus | Trat erst nach seiner Rückkehr aus Kopenhagen am 28. März in die Regierung ein. Trat am 16. August aus der Regierung aus. |
| Martin Thorsen Schmidt                                               | Minister für Handel, Zoll- und Postwesen | Radikaler Liberalismus | |
| Friedrich Emil August von Schleswig-Holstein-Sonderburg-Augustenburg | Kriegsminister                           | Konservativ            | |